# Isla Motuwhakakewa
La isla Motuwhakakewa es una isla del grupo Motukawao en el norte de Nueva Zelanda.

## Geografía
La isla Motuwhakakewa se encuentra en la costa oeste de la península de Coromandel, a unos 15 km al noroeste de Coromandel y a unos 6,4 km al suroeste de la bahía de Colville. Tiene un tamaño de 1,3 hectáreas, una longitud de alrededor de 180 m en dirección noroeste-sureste y un ancho máximo de alrededor de 105 m en dirección suroeste-noreste. Su punto más alto está casi en el medio de la isla con algo más de 40 m.
Al oeste de la isla Motuwhakakewa hay una pequeña isla vecina sin nombre a una distancia de unos 30 my la isla de dos brazos de la isla Motukahaua a una distancia de 285 m. De las islas vecinas al suroeste, la isla Motuwi sería la más cercana a una distancia de alrededor de 2,2 km.